# El Progreso (departament)
El Progreso – jeden z 22 departamentów Gwatemali, położony w południowo - wschodniej części kraju. Jest jednym z mniejszych departamentów i najmniej zamieszkałych w Gwatemali. Stolicą departamentu jest miasto Guastatoya. W skład departamentu wchodzi 8 gmin (municipios). Departament graniczy na północy z departamentami Alta Verapaz i Baja Verapaz na południu Jalapa i Gwatemala na wschodzie z departamentami Zacapa i Jalapa. 
Najważniejszymi miastami w departamencie oprócz stołecznego są Sanarate, San Antonio La Paz i San Agustín Acasaguastlán. Departament ma charakter górzysty o średnim wyniesieniu nad poziom morza wynoszącym 518 m i ciepłym, tropikalnym klimacie. 

## Podział departamentu
W skład departamentu wchodzi 8 gmin (municipios).
1. Guastatoya
2. Morazán
3. San Agustín Acasaguastlán
4. San Cristóbal Acasaguastlán
5. El Jícaro
6. Sansare
7. Sanarate
8. San Antonio La Paz